# Josep Maria Miró i Guibernau
Josep Maria Miró i Guibernau (Villanueva y Geltrú, 24 de marzo de 1889-Barcelona, 5 de abril de 1966) fue un arquitecto español, que evolucionó del modernismo al novecentismo y el racionalismo. 

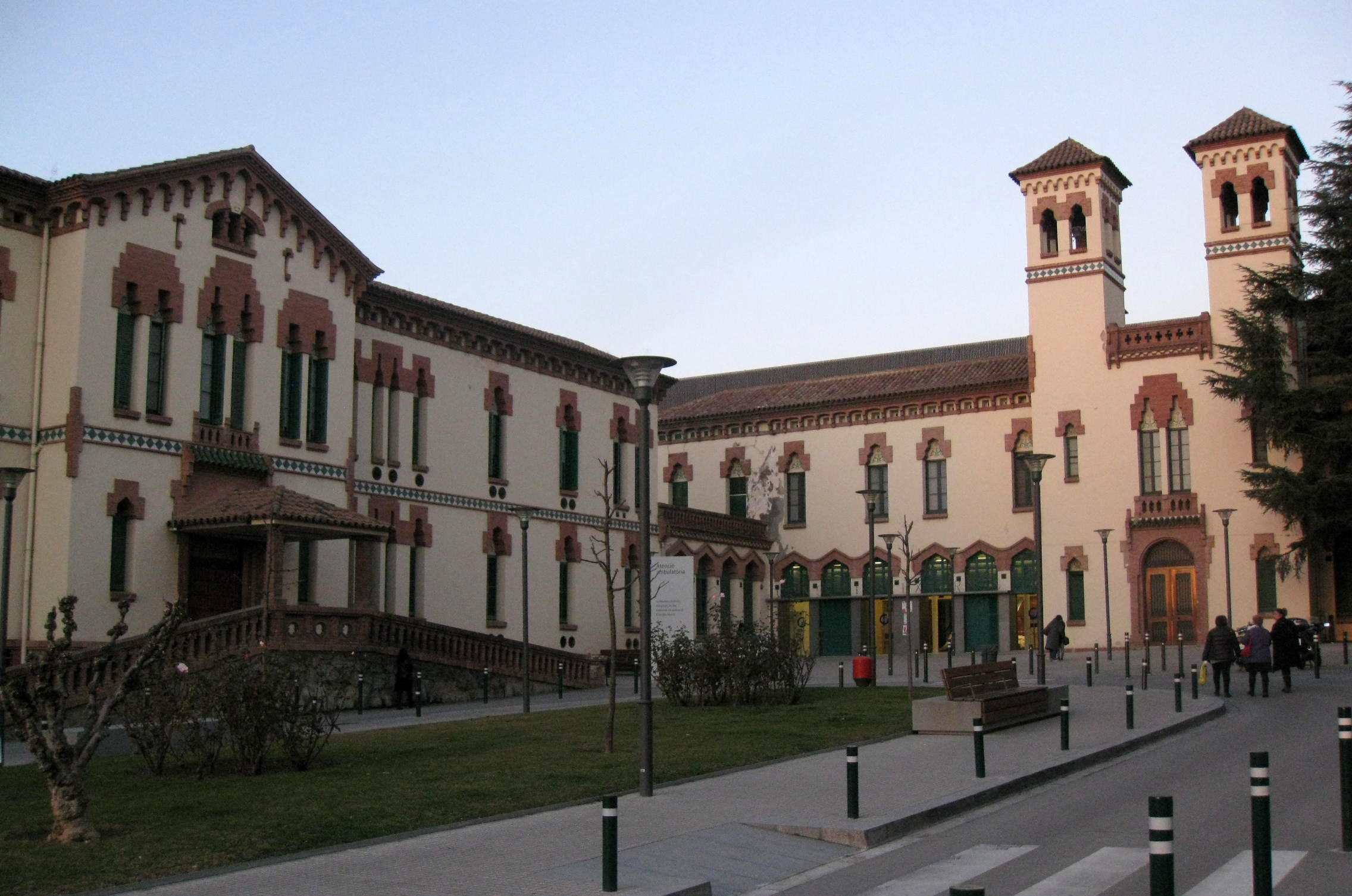
Hospital Asilo de Granollers (1919-1923)

Estudió en la Escuela Técnica Superior de Arquitectura de Barcelona, donde se tituló en 1913. Fue arquitecto municipal de Villanueva y Geltrú (1916-1949), donde fue autor de la casa Can Pahissa o del Indiano (1916-1921), el Casal del Mar (1925), las Escuelas Graduadas (1932) y el Mercado Público (1941), así como la finalización de la ciudad-jardín de Ribes Roges (1917), iniciada en 1910 por Bonaventura Pollés. En Granollers fue autor del Hospital (1919-1923) y la reforma de la Fonda Europa (1923). Fue también arquitecto municipal de Cubellas (1934-1962) y arquitecto jefe del Departamento de Cultura de la Generalidad de Cataluña (1937-1938).